# (5806) Archieroy
(5806) Archieroy es un asteroide que forma parte del cinturón interior de asteroides descubierto el 11 de enero de 1986 por Edward Bowell desde la Estación Anderson Mesa (condado de Coconino, cerca de Flagstaff, Arizona, Estados Unidos).

## Designación y nombre
Designado provisionalmente como 1986 AG1. Fue nombrado Archieroy en homenaje a Archibald Edmiston Roy, astrofísico escocés, profesor y escritor. Aunque estudió los interiores estelares, las redes neuronales, la historia de la astronomía y los fenómenos psíquicos, es más conocido como un mecánico celestial. Ha trabajado en proporciones de movimiento medio, problemas de tres cuerpos restringidos y generales, series de Taylor de alto orden y la estabilidad a largo plazo del sistema solar. Mientras enseñaba en el Departamento de Astronomía de la Universidad de Glasgow (un departamento que dirigió durante cinco años), pudo escribir cuatro libros de texto. Además, ha publicado seis obras de ficción.

## Características orbitales
Archieroy está situado a una distancia media del Sol de 1,962 ua, pudiendo alejarse hasta 2,034 ua y acercarse hasta 1,890 ua. Su excentricidad es 0,036 y la inclinación orbital 20,81 grados. Emplea 1004,39 días en completar una órbita alrededor del Sol.

## Características físicas
La magnitud absoluta de Archieroy es 12,9. Tiene 6,785 km de diámetro y su albedo se estima en 0,291. 